# 1805 en science
| Années de la science : 1802 - 1803 - 1804 - 1805 - 1806 - 1807 - 1808    |
| Décennies de la science : 1770 - 1780 - 1790 - 1800 - 1810 - 1820 - 1830 |

Cet article présente les faits marquants de l'année 1805 en science.

## Événements
- 12 avril (22 germinal an XIII) : le mécanicien Jacquard présente à Lyon, lors du passage de Napoléon Ier, le métier à tisser qu'il a mis au point[1], muni d’un dispositif à cartes perforées, le « métier Jacquard », permettant de reproduire des motifs compliqués[2].

- 9 août : une expédition menée par Zebulon Pike quitte Saint-Louis pour explorer les sources du Mississippi[3].

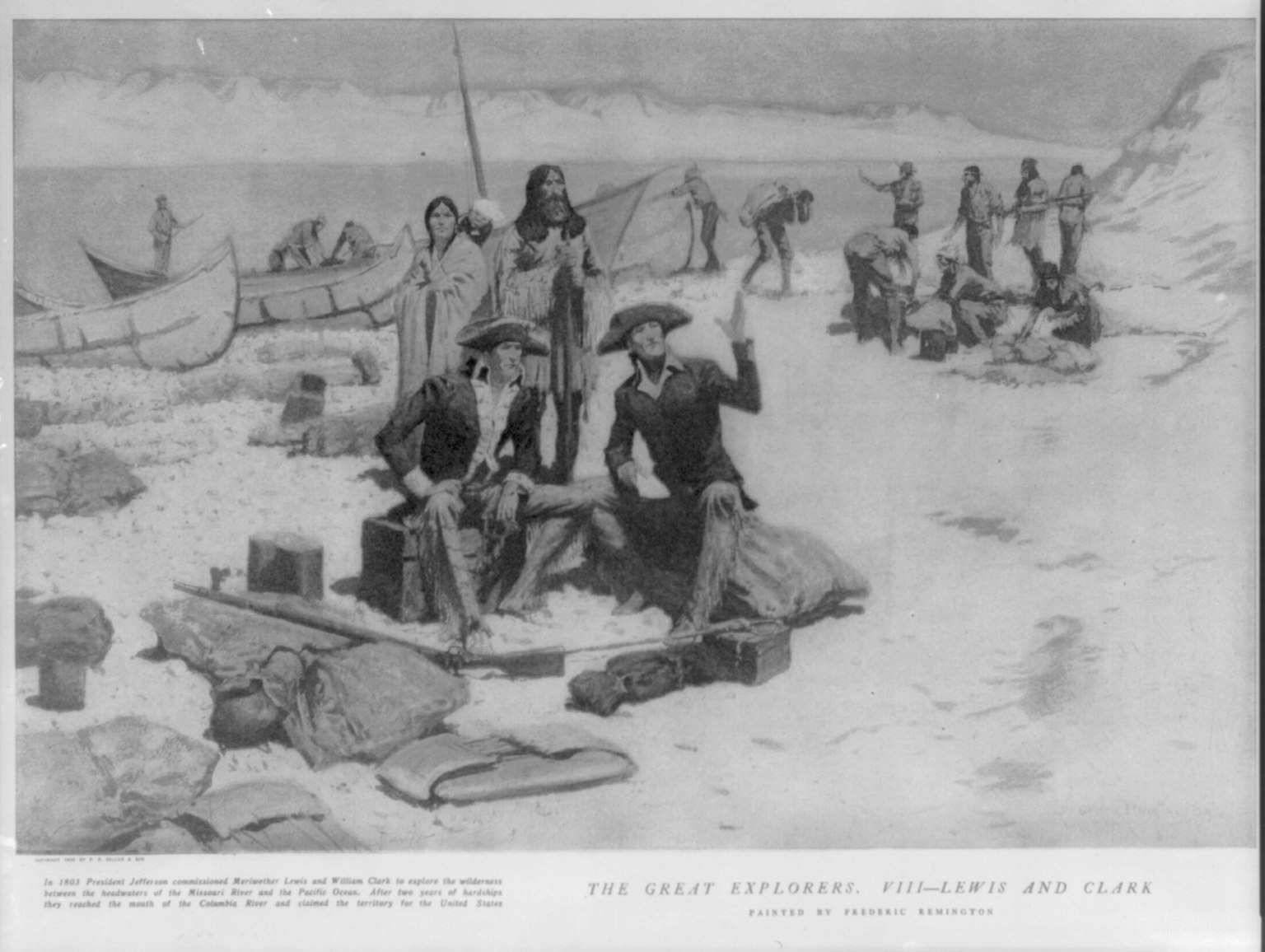
Lewis et Clark à l'embouchure du fleuve Columbia.

- 7 novembre : Lewis et Clark atteignent le Pacifique[4].

- Louis Joseph Gay-Lussac découvre que l'eau est composée en volume de deux parts d'hydrogène pour une part d'oxygène[5].
- L'amiral britannique Francis Beaufort conçoit un moyen pour classer les vents selon leur puissance, l' « échelle de Beaufort »[6].
- Micromètre de l’ingénieur Henry Maudslay, instrument de mesure de haute précision[7].

## Publications
- Jean Henri Jaume Saint-Hilaire : Exposition des familles naturelles et de la germination des plantes, contentant la description de 2 337 genres et d'environ 4 000 espèces, 112 planches dont les figures ont été dessinées par l'auteur, où il vulgarise la classification d’Antoine-Laurent de Jussieu (1748-1836).
- Adrien-Marie Legendre : Nouvelles méthodes pour la détermination des orbites des comètes (texte), premier traité sur la méthode des moindres carrés.
- Jane Marcet : Conversations on Chemistry (Conversations sur la chimie), ouvrage de vulgarisation scientifique.
- Jules-César Savigny : Histoire naturelle et mythologique de l'Ibis.

## Prix
- Médailles de la Royal Society
  - Médaille Copley : Humphry Davy

## Naissances

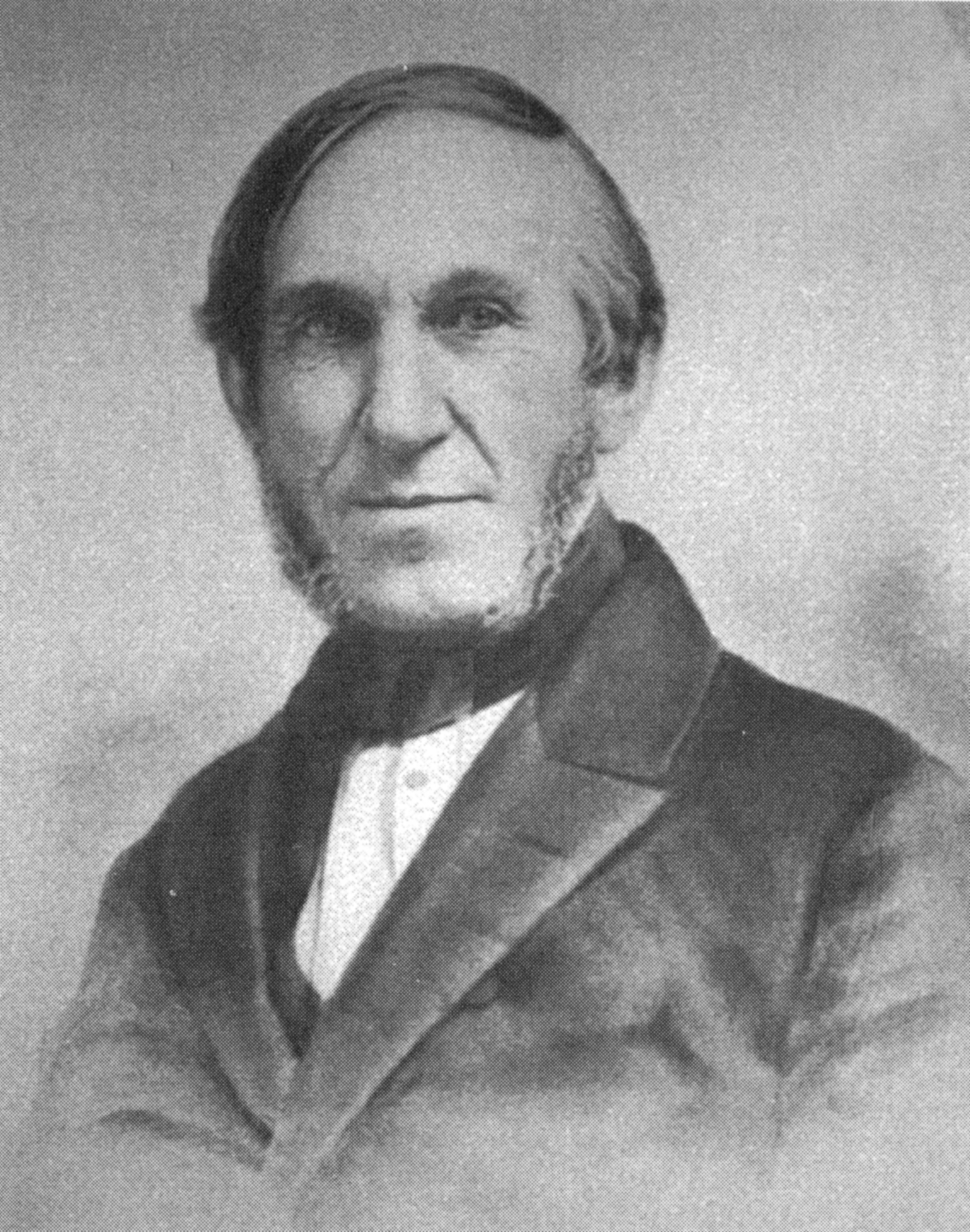
Augustus Addison Gould

- 13 février : Édouard de Verneuil (mort en 1873), paléontologue français.
- 23 avril
  - William Darwin Fox (mort en 1880), ministre du culte anglican et naturaliste britannique.
  - Augustus Addison Gould (mort en 1866), conchyliologiste américain.

- 10 mai : Alexander Karl Heinrich Braun (mort en 1877), botaniste allemand.
- 19 mai : Francesco de Vico (mort en 1848), astronome et prêtre jésuite italien.

- 2 juin : Adolphe Noël des Vergers (mort en 1867), archéologue et historien français.
- 9 juin :
  - Johann Friedrich Klotzsch (mort en 1860), pharmacien et botaniste allemand.
  - Jean-François Persoz (mort en 1868), chimiste français.
- 21 juin : Charles Thomas Jackson (mort en 1880), médecin, chimiste, géologue et minéralogiste américain.

- 4 juillet : Ludwig Karl Georg Pfeiffer (mort en 1877), médecin, botaniste et malacologiste allemand.
- 5 juillet : Robert FitzRoy (mort en 1865), explorateur britannique, capitaine du HMS Beagle.
- 26 juillet : Claude Félix Abel Niépce de Saint-Victor (mort en 1870), physicien et chimiste français.

- 4 août : Sir William Rowan Hamilton (mort en 1865), mathématicien, physicien et astronome irlandais.
- 28 octobre : Agénor Azéma de Montgravier (mort en 1863), militaire et archéologue français.

- 20 octobre : Gabriel Bibron (mort en 1848), zoologiste français.

- 28 novembre : John Lloyd Stephens (mort en 1852), explorateur, écrivain et diplomate américain.
- 29 novembre : Friedrich Kasiski (mort en 1881), officier d'infanterie prussien, cryptologue et archéologue.

- 5 décembre : Joseph Škoda (mort en 1881), médecin austro-hongrois d’origine tchèque.
- 16 décembre : Isidore Geoffroy Saint-Hilaire (mort en 1861), zoologiste français.
- 21 décembre : Thomas Graham (mort en 1869), chimiste écossais.
- 22 décembre : John Obadiah Westwood (mort en 1893), entomologiste et archéologue britannique.

- John McClelland (mort en 1875), médecin et naturaliste britannique.

## Décès

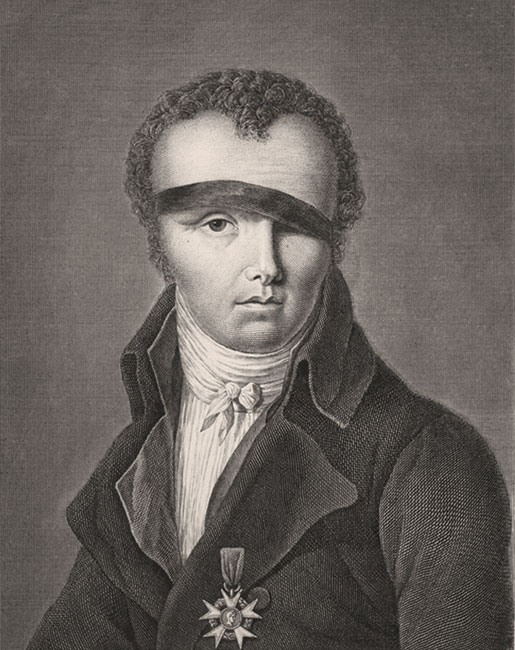
Nicolas-Jacques Conté

- 23 janvier : Claude Chappe (né en 1763), inventeur français du sémaphore.

- 17 février : Josephus Nicolaus Laurenti (né en 1735), médecin et naturaliste autrichien.

- 2 mars : Claude Durival (né en 1728), économiste, agronome et auteur français.
- 10 mars : Felice Fontana (né en 1730), physicien et naturaliste italien.
- 14 mars : Charles Romme (né en 1744), géomètre français.

- 18 avril : Apollo Moussine-Pouchkine (né en 1760), chimiste collecteur de plantes russe.

- 27 juillet : Johann Friedrich Wilhelm Toussaint von Charpentier (né en 1738), géologue et alpiniste allemand.

- 25 août : Étienne-Hyacinthe de Ratte (né en 1722), astronome et mathématicien français.

- 1er décembre : Joseph Bernard de Chabert (né en 1724), marin, géographe et astronome français.
- 6 décembre : Nicolas-Jacques Conté (né en 1755), physicien et chimiste français, connu pour avoir inventé le crayon actuel.
- 23 décembre :
  - Pehr Osbeck (né en 1723), explorateur et naturaliste suédois.
  - Marie-Geneviève-Charlotte Thiroux d'Arconville (née en 1720), femme de lettres et chimiste française.